# Джунагадх
21°31′ пн. ш. 70°28′ сх. д. / 21.52° пн. ш. 70.47° сх. д.
Джунагадх ( pronunciationⓘ</img> pronunciationⓘ) — місто і столиця округу Джунагадх в індійському штаті Гуджарат. Розташований біля підніжжя пагорбів Гірнар, 355 км на південний захід від Ахмедабада та Гандінагара (столиці штату), це сьоме за величиною місто штату.
Після короткої боротьби між Індією та Пакистаном Джунагадх проголосував за приєднання до Індії на плебісциті, що відбувся 20 лютого 1948 року. Він був частиною штату Саураштра, а пізніше — штату Бомбей. У 1960 році внаслідок руху Маха Гуджарат він став частиною новоутвореного штату Гуджарат.

## Історія

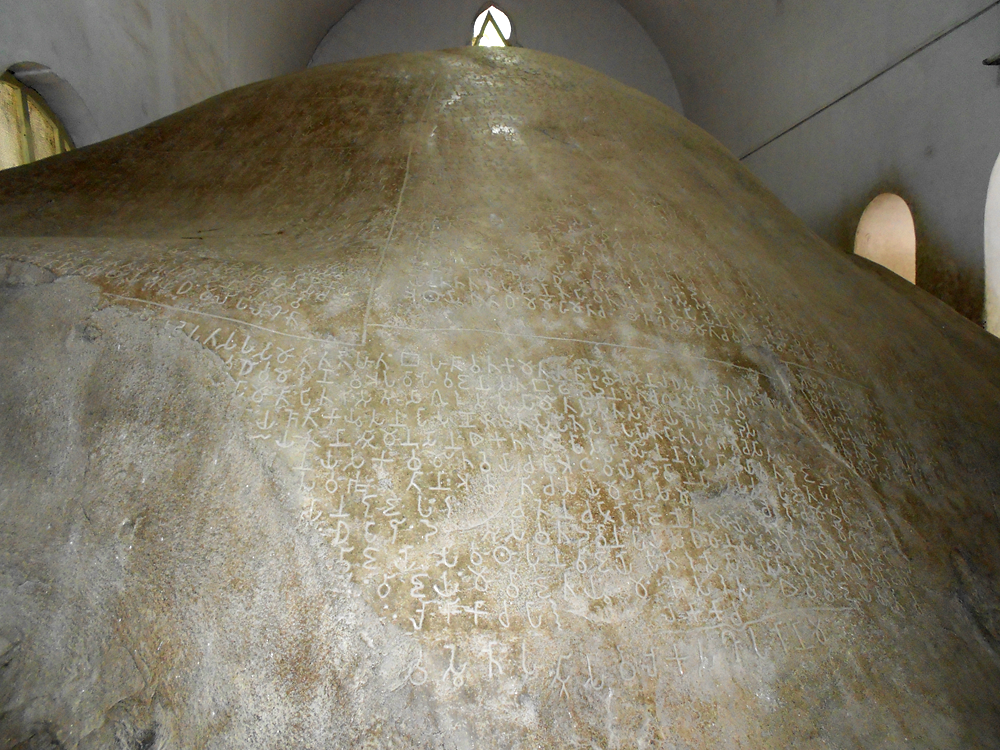
Скельний едикт Ашоки в Гірнарі, Джунагадх

Згідно з легендою, засновник династії Рор Раджа Дхадж, Рор Кумар, псевдонім Рай Дьяч, правив князівством Джунагарх у п'ятому столітті до нашої ери.  Рання споруда, форт Упаркот, розташована на плато в центрі міста. Він був побудований у 319 році до нашої ери під час династії Маур'їв Чандрагуптою.  Форт використовувався до 6 століття, коли він був покинутий приблизно на 300 років, а потім був знову відкритий правителем Чудасама Грахаріпу в 976 році нашої ери.  Згодом форт був обложений 16 разів протягом 1000-річного періоду. Одна невдала облога тривала дванадцять років.
У межах 2 км форту Упаркот є напис із чотирнадцятьма едиктами Ашоки на великому валуні.  Написи написані шрифтом брахмі мовою, схожою на палі, і датуються 250 роком до нашої ери. На тій самій скелі є пізніший напис на санскриті, який був доданий близько 150 р. н. е. Махакшатрапом Рудрадаманом I, сакським (скіфським) правителем Малви та членом династії Західних Кшатрап , і який описується як «найперший відомий напис на санскриті будь-якого обсягу».  Інший напис датується приблизно 450 р. н. е. і стосується Скандагупти, останнього імператора Гупти. Старі висічені в скелі буддистські печери в цьому районі, датовані задовго до 500 р. н. е., мають різьблення по каменю та квітів. На північ від форту також знаходяться печери Хапра Кодія та печери Бава П’яра на південь від форту. Печери Бава-П'яра містять твори мистецтва як буддизму, так і джайнізму.
Династія Майтрака правила Гуджаратом з 475 по 767 рік нашої ери. Засновник династії, генерал Бхатарка, військовий губернатор півострова Саураштра під імперією Гупта, утвердився як незалежний правитель Гуджарату приблизно в останній чверті 5 століття. 

### Династія Чудасама
Рання історія династії Чудасама, яка правила Саураштрою з Джунагада, майже втрачена. Бардівські легенди дуже відрізняються іменами, порядком і числом перших правителів; тому вони не вважаються надійними. Згідно з традицією, династія нібито була заснована наприкінці 9 століття Чудачандрою. Наступні правителі — такі як Грахаріпу, Навагхана та Кхенгара — конфліктували з правителями Чаулук’я Мулараджею та Джаясімхою Сіддхараджею; і протягом цього періоду Саураштра ненадовго управлялася губернаторами Чаулук'я. Ці події записані в тогочасних і пізніших джайнських хроніках.
У 1350 році Джунагад був завойований Мухаммедом бін Туглуком за допомогою та силами вождя Колі Джесаджі (Джесінг) з Ра-Хенгара. 
Після закінчення правління Чаулук'я та їх спадкоємців, династії Вагела, у Гуджараті Чудасами правили незалежно або як васали держав-спадкоємців, Делійського султанату та Гуджаратського султанату. Мандаліка I був першим правителем Чудасама, відомим з написів; і під час його правління Гуджарат був захоплений династією Халджі з Делі. Останній король династії, Мандаліка III, був переможений і насильно навернений в іслам у 1472 році султаном Гуджарату Махмудом Бегадою, який анексував державу.  
Форт Упаркот у Джунагаді був окупований Чудасамами під час правління Грахаріпу. Кажуть, що пізніше він був відбудований Навагана, який переніс свою столицю з Ваманастхалі до Джунагадха. Йому також приписують будівництво колодязів Навган Куво та Аді Каді Вав у форті. Його нащадку Кенгарі приписують будівництво східцевої свердловини Ра Кхенгар Вав на шляху до Ванталі з Джунагада.  

### Султанат Гуджарат

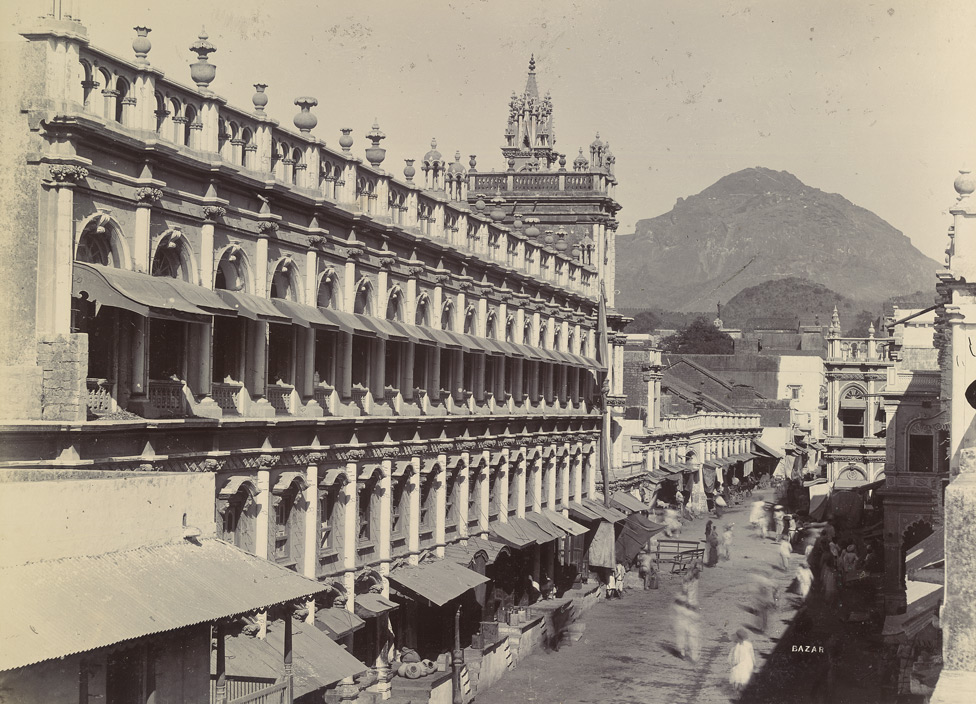
Фотографія базару в Джунагадхі в Гуджараті, зроблена Ф. Нельсоном у 1890-х роках.

Султан Махмуд Бегада змінив назву Джунагадх на Мустафабад і побудував укріплення навколо міста та мечеть у форті Упаркот.
Під Гуджаратським султанатом Джунагадх управлявся офіційною особою, яку називали танадаром (командувач), призначеним безпосередньо Ахмедабадом. Цей чиновник збирав данину та доходи коронного домену. Першим танадаром був Татар-хан, прийомний син султана, а після нього Мірза Халіл, старший син султана, який згодом успадкував його під титулом султан Музаффар. Принц Халіл під час свого перебування на посаді заснував село під назвою Халілпур. Султан також призначив Бхупацінга, сина останнього короля Чудасама, Мандаліки III, у Джунагаді джагірдаром (феодальним лордом). Джагіром, призначеним Бхупацінгу, був Сіл Багасра Човісі; а його нащадки були відомі як Райзада. Вони продовжували там панувати. Наступником Бхупацінха став його син Кенгар. 
Після приходу на престол султана Музафара, а також під час останньої частини правління султана Махмуда резиденцію уряду було перенесено з Джунагадха до Діу через важливість цього острова як військово-морської бази та для запобігання руйнівним діям португальців. Татархан Горі був залишений у Джунагаді Маліком Ейазом, який сам проживав у Діу. Після опали та смерті Маліка Еіаза Татархан Ґорі став незалежним у Джунагаді; і після смерті султана Бахадура сім'я Ґорі незалежно правила в Джунагаді, хоча номінально залишалася вірною наступним султанам у Ахмадабаді. Такий стан справ тривав до першого завоювання Гуджарату імператором Великих Моголів Акбаром, коли Амінхан Горі змінив свого батька Татархана в Джунагаді. 
Коли португальці захопили порти Діу та Даман у 16 столітті, п’ятнадцятифутова гармата, виготовлена в Єгипті в 1531 році, була покинута турецьким адміралом, який протистояв португальським військам у Діу, який зараз знаходиться у форті Упаркот.

### Під імперією Великих Моголів
Ґорі
У 1525 році Хенгара змінив його син Ноган. Тепер Татархан Ґорі став майже незалежним. Свого часу Джам Равал завоював Халар і побудував Наванагар. У 1551 році Ногана змінив його син Шрісінг, який прожив до 1586 року. У цей час помер Татархан Горі, його спадкоємцем став його син Амінхан Ґорі. У свій час Акбар завоював Гуджарат, хоча Сорат все ще залишався незалежним під правлінням Горі. Точна дата смерті Татархана Ґорі невідома; але, судячи з згадки про Амінхана як його наступника, це мало бути приблизно з 1570 по 1575 рік. Після повернення імператора Акбара до Агри в 1573 році, після поразки та смерті Мухаммеда Хусейна Мірзи та Іхтіяра уль Мулка, він наказав завоювати Сорат у Амінхан-Ґорі. Вазір Хан спробував це зробити, але не впорався із завданням. Тепер у Сораті панував хаос. Завоювання Гуджарату моголами, крах влади султанів Гуджарату, зазіхання Джаму та отримання незалежності Ґорі — усе це посилило хаос, який згодом зріс зі втечею султана Музаффара в 1583 році та подальшою партизанською війною. 
Під час цих заворушень Амін Хан Ґорі та його син Даулат Хан Ґорі підтримали справу Музафара, як і Джам і Лома Хуман з Херді. Точна дата смерті Амін-хана Ґорі невідома, але це було приблизно в 1589–1590 роках. Райзада Хенгар також гаряче прийняв сторону Мнзафара. Після облоги та захоплення Джунагадха в 1591–92 роках Науранг-ханом, Сядом Касімом і Гняр-ханом; Кенгар був відправлений у свій маєток Сіл-Багасра, а Райзада припинив правити в Джунагаді. Даулат Хан Ґорі помер від ран під час облоги, і відтепер Джунагадх став резиденцією імперських фаудждарів (командувачів гарнізону) Сорату, підпорядкованих імперському віце-королю в Ахмедабаді. 
Імперське правління
Першим фаудждаром Джунагада був Науранг Хан, а наступним — Сяд Касім. Найвідомішими були (1) Мірза Іса Тархан (2) Кутб уд дін Хешгі та (3) Сардархан. З них Мірза Іса Тархан правив Соратом приблизно з 1633–1634 по 1642 рік, коли він був призначений віце-королем Гуджарату. З цієї нагоди він залишив свого сина Інаята Уллу фаудждаром у Джунагаді, а сам керував урядом Гуджарату з його столиці Ахмедабада. За часів Мірзи Іси Тархана укріплення Джунагадха були повністю відремонтовані. Кутб уд-дін був іншим фаудждаром, і його перебування на посаді тривало приблизно з 1653 по 1666 рік. Приблизно в 1664 році він завоював Наванагар і приєднав його до імперського домену. Сардархан також відзначився, будучи фодждаром Сората, як твердістю свого правління, так і будівництвом (1681, 1092 AH) Сардар Бауг (палац) і розкопками Сардар Талав (головні ворота). Він побудував мавзолей для себе в Сардар Бауг, але помер у Татті, на Сінді, і, як кажуть, був похований там, а не в Джунагаді. Він був фаудждаром приблизно з 1666 по 1686 рік, але в 1670 році він поїхав на короткий час в Ідар і був замінений Сядом Ділерханом. Останній з фодждарів був Шерхан Бабі, який став незалежним і прийняв титул Наваб Бахадур-хан. 

### Джунагадх

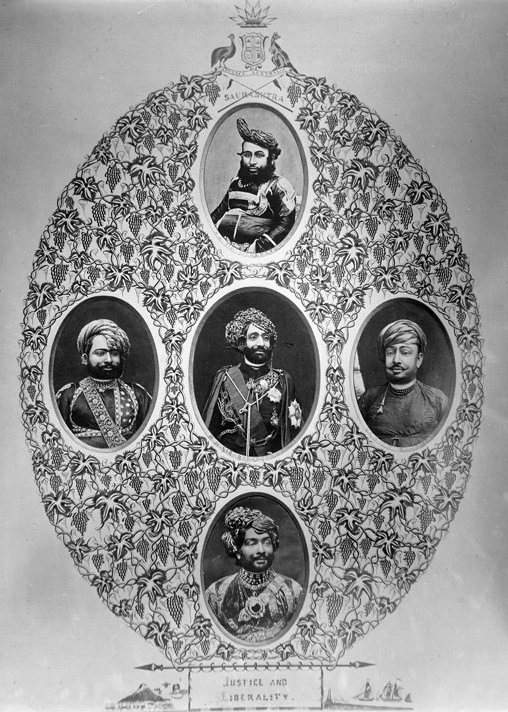
Джунагадх Наваб і державні чиновники, 19 ст.

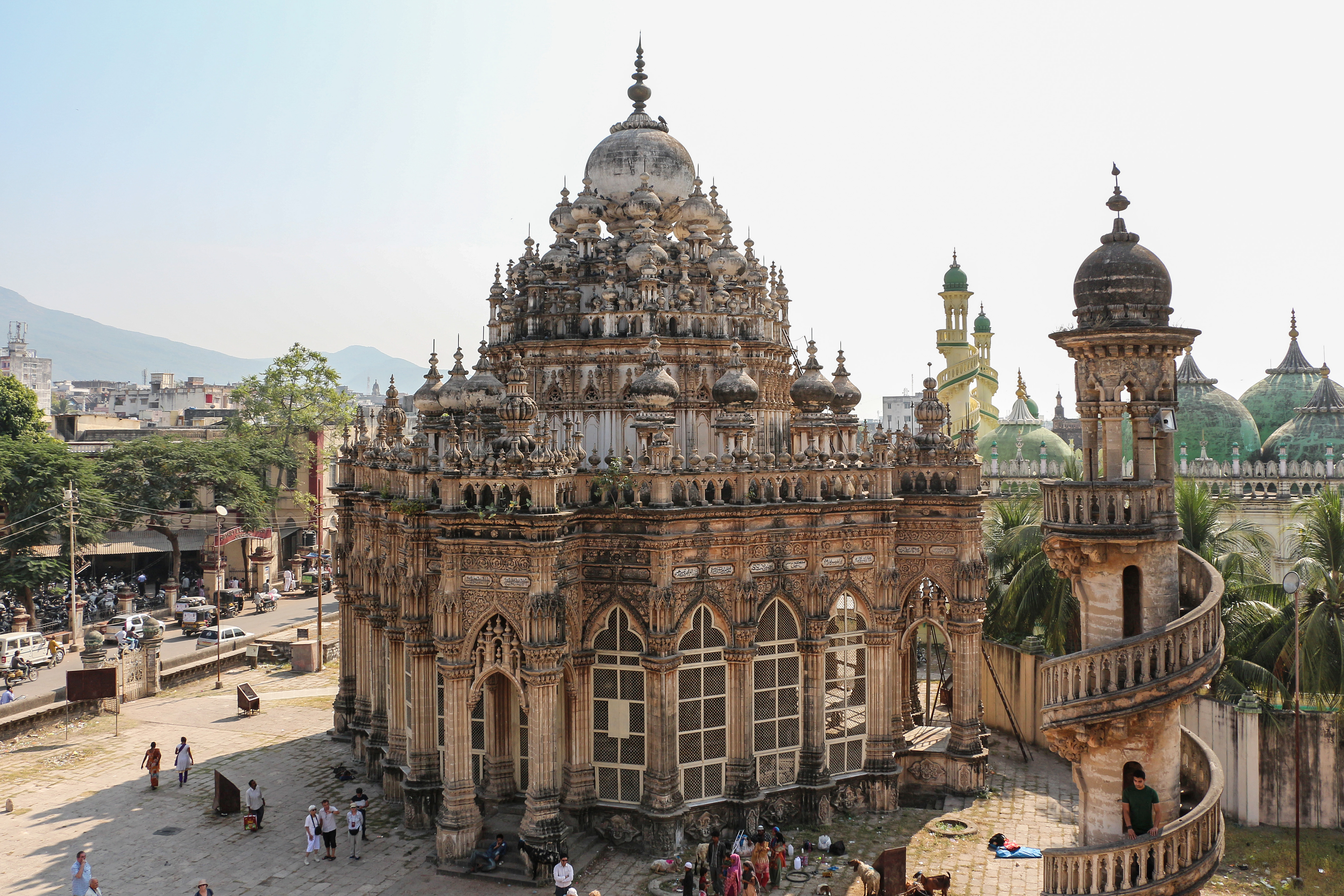
Гробниця Махабат Хана

У 1730 році Мохаммад Шер Хан Бабі, який був вірним губернатору Великих Моголів Гуджарат Суба, заснував штат Джунагадх, проголосивши незалежність після вторгнення династії Маратха Геквад. Бабі заснував династію Бабі штату Джунагад. Його нащадки, Бабі-Наваби з Джунагада, які були пуштунами Бабі або Бабаї з Афганістану, завоювали значні території в південній Саураштрі та правили протягом наступних двох століть, спочатку як підлеглі Маратхи, а пізніше під сюзеренітетом Британії, яка надала честь салюту з 13 гармат. 
- 1730–1758 — Мохаммад Бахадур Ханджі або Мохаммад Шерхан Бабі  [14]
- 1758–1774 — Мохаммад Махабат Ханджі I
- 1774–1811 — Мохаммад Гамід Ханджі I
- 1811–1840 – Мохаммад Бахадур Ханджі II
- 1840–1851 – Мохаммад Гамід Ханджі II
- 1851–1882 — Мохаммад Махабат Ханджі II
- 1882–1892 — Мохаммад Бахадур Ханджі III
- 1892–1911 – Мохаммад Расул Ханджі
- 1911–1948 — Мохаммад Махабат Ханджі III

#### Британський період

Прапор Джунагада, під час британського періоду.

У 1807 році штат Джунагад став протекторатом Великобританії. Ост-Індська компанія взяла під свій контроль штат до 1818 року, але область Саураштра ніколи не перебувала під прямим управлінням британців, який натомість розділив територію на понад сто князівств, які існували до 1947 року.  Сучасне старе місто, створене протягом 19-го та 20-го століть, становило одне з тих княжих держав. 
Храм Шрі Свамінараян Мандір у Джунагаді був побудований на землі, подарованій Джинабхаєм (Хемантсінхом) Дарбаром із Панчали, і освячений 1 травня 1828 року. Свамінараян призначив Гунатітананда Свамі першим махантом (релігійним та адміністративним главою храму), який служив у цій ролі та проповідував там понад 40 років.  

#### Анексія Індією
У період безпосередньо перед здобуттям незалежності та поділом Індії та Пакистану в 1947 році 562 князівства, які існували за межами Британської Індії, але під британським сюзеренітетом, мали вибір: приєднатися до Індії чи Пакистану або залишитися окремо. Хоча теоретично штати були вільні у виборі, Ерл Маунтбеттен заявив, що «географічний примус» означав, що більшість із них обрали б Індію. Маунтбаттен зайняв позицію, згідно з якою лише держави, які мають спільний кордон з Пакистаном, повинні приєднатися до нього, але він не мав права нав’язувати цю точку зору державам.
15 вересня 1947 року Наваб Мохаммад Махабат Ханджі III з Джунагадха – який, хоча й розташований на південно-західній частині Гуджарату, не мав спільного кордону з Пакистаном – вирішили приєднатися до Пакистану, ігноруючи погляди Маунтбеттена та стверджуючи, що Джунагадх може отримати доступ до Пакистану морем. Правителі двох держав, які підпорядковувалися сюзеренітету Джунагада — Мангрол і Бабаріавад — у відповідь проголосили свою незалежність від Джунагада та приєдналися до Індії. У відповідь війська навабу окупували обидва штати. Правителі інших сусідніх держав відреагували гнівно, направили війська до кордону Джунагадх і звернулися до уряду Індії за допомогою. Група джунагадхів на чолі з Самалдасом Ганді сформувала уряд у вигнанні — Аарзі Хукумат («тимчасовий уряд»). 
Індія стверджувала, що Джунагадх не є на кордоні Пакистану, і, вважаючи, що якщо Джунагадху буде дозволено приєднатися до Пакистану, напруженість між громадами, яка вже кипіла в Гуджараті, погіршиться, відмовилася прийняти приєднання наваба до Пакистану. Уряд Індії вказав, що штат на 96% складається з індуїстів, і закликав провести плебісцит для вирішення питання про вступ. Індія припинила постачання палива і вугілля в Джунагад, розірвала повітряний і поштовий зв'язок, направила війська до кордону і окупувала князівства Мангрол і Бабаріавад, які приєдналися до Індії. 
Пакистан погодився обговорити плебісцит за умови виведення індійських військ, умова, яку Індія відхилила. 26 жовтня наваб і його сім'я втекли до Пакистану після зіткнень між Джунагадхі та індійськими військами.
7 листопада суд Джунагадха, якому загрожує крах, запросив уряд Індії взяти на себе управління державою. Деван Джунагадха, сер Шах Наваз Бхутто, батько Зульфікара Алі Бхутто, вирішив запросити уряд Індії втрутитись і написав листа пану Бучу, регіональному комісару Саураштри в уряді Індії, з цією метою. 
Уряд Індії відхилив протести Пакистану і прийняв запрошення девана втрутитися.  У лютому 1948 року відбувся плебісцит, але міжнародний контроль за ним не спостерігався. Претензії Пакистану базувалися не на плебісциті, а на логіці анексії Кашміру, яка майже одностайно висловилася на користь приєднання до Індії.  Джунагад став частиною індійського штату Саураштра до 1 листопада 1956 року, коли Саураштра став частиною штату Бомбей. У 1960 році штат Бомбей був розділений на лінгвістичні штати Махараштра і Гуджарат, в яких знаходився Джунагад.
Уряд Пакистану зберіг свої територіальні претензії на Джунагадх разом із Манавадаром і Сер-Кріком у Гуджараті на своїй офіційній політичній карті.  